# Pete Backor
Pete Backor (* 29. April 1919 in Fort William, Ontario; † 30. Juni 1988) war ein kanadischer Eishockeyspieler und -trainer, der von 1944 bis 1945 für die Toronto Maple Leafs in der National Hockey League gespielt hat.

## Karriere
Pete Backor begann seine Karriere als Eishockeyspieler bei den St. Catharines Saints, für die er von 1939 bis 1944 in der Ontario Hockey Association spielte. Anschließend wurde er von den Toronto Maple Leafs aus der National Hockey League unter Vertrag genommen, mit denen er in der Saison 1944/45 in seiner einzigen NHL-Spielzeit den prestigeträchtigen Stanley Cup gewann. Nachdem er die Saison 1946/47 bei den Hollywood Wolves aus der Pacific Coast Hockey League begonnen hatte, spielte er bis 1954 für die Pittsburgh Hornets aus der American Hockey League, mit denen er 1952 den Calder Cup gewann. In dieser Zeit wurde er gleich fünf Mal in das AHL First All-Star Team berufen. Von 1954 bis 1956 spielte Backor für die Sault Ste. Marie Indians in der Northern Ontario Hockey Association, wo er seine Karriere als Spieler beendete. In der ersten seiner beiden Spielzeiten bei den Indians fungierte Backor die gesamte Saison lang als Spielertrainer.

## Erfolge und Auszeichnungen
- Stanley-Cup-Sieger mit den Toronto Maple Leafs (1945)
- AHL First All-Star Team  (1946, 1948, 1949, 1950, 1951)
- Calder-Cup-Sieger mit den Pittsburgh Hornets (1952)